# 杨怀敏
杨怀敏（?—?），北宋宦官。
天圣七年（1029年）枢密使曹利用被贬为贬崇信军节度副使，房州安置，宋仁宗命内侍杨怀敏护送。至襄阳驿，杨怀敏不肯再走，用言语逼迫曹利用，曹利用上吊自杀，声称暴亡。
夏竦、杨怀敏建策增七郡塘水，诏通判集议，广信军通判张田认为不是御敌之策，坏良田，浸冢墓，民受患，不为便。张田被贬为监郢州税。明道二年（1033年），刘平自雄州改知成德军，刘平请求知广信军，与杨怀敏共主其事。宋仁宗密敕刘平与杨怀敏建方田。后来刘平去真定府，杨怀敏依然领屯田司。塘泊吞没民田，淹没坟墓，百姓无法忍耐，有人偷偷放掉塘水以免水患，杨怀敏上奏请立法按照盗决堤防治罪。景祐二年（1035年），杨怀敏知雄州，又请立木为水尺，以控制塘泊面积。宝元元年（1038年）十一月己未，河北屯田司建议在石冢口引入永济河水，以灌入边沿的塘泊，请免所经过的民田的税收。宋仁宗听从。当年天旱，塘水干涸，杨怀敏怕契丹使者经过，测知塘泊的深广，于是堵住界河，水注入塘泊，塘泊恢复如故。
慶曆五年（1045年）七月，与契丹约定，停止扩展两界塘淀。约定生效，杨怀敏却加紧治塘工程，当月，杨怀敏密奏：“前转运使沈邈开七汲口泄塘水，臣已迅速堵塞。知顺安军刘宗言关闭五门幞头港、下赤大涡柳林口漳河水，不使它们入塘，臣已经重新开通，令其注入白羊淀。沈邈、刘宗言朋党败坏大事，不惩罚无以警戒后者。”宋仁宗听从他的建议，之后有妄自请求改变水口的，加大惩罚。嘉祐年间，御史中丞韩绛上书：宣祖已上，本籍保州，杨怀敏扩展塘水，侵犯皇朝远祖坟。
吴鼎臣上言，朝廷与契丹保誓约，杨怀敏增广塘水，生事使民怨，虽斩杨怀敏也不为过。杨怀敏领沿边屯田事，大广塘水，边臣都不敢言，只有贺州刺史兼高阳关路兵马钤辖王果反对水侵民田，对边备无益。杨怀敏大怒，反告王果以不法，王果于是被贬为青州兵马都监。有人认为滨州、棣州等六州的黄河可以徒步涉过，应该修城守卫，以防备契丹。宋仁宗下诏施昌言与宦官杨怀敏前去调查。杨怀敏同意修城守卫如同边境，施昌言反对。
杨怀敏任边事，非常看不上巡检司。河北都转运按察使张昷之派人请杨怀敏：“不马上来，当以军法从事。”杨怀敏来了，让兵卒保护自己，张昷之说：“诸将刚刚集合，你敢随身带兵，想要造反吗！”叱退卫兵。张昷之后来被贬为知虢州。庞籍弹劾，旧制不以国加马匹借给臣下，是重视武备。枢密院以带甲之马借给内侍杨怀敏，群牧上奏此事，就改成赐一匹马，三天后，再借给他，几天后才停止。枢密掌管机要，命令如此反覆。杨怀敏胡说契丹皇帝耶律宗真已死，就被任命为入内副都知；被钱彦远弹劾。知沧州、本路钤辖张忠被杨怀敏说成御下太急，上奏仁宗，张忠改任澶州总管。
庆历八年（1048年），坤寧宮事變，领皇城司之人都被贬逐，只有杨怀敏降官，依然领入内都知。枢密使夏竦勾结杨怀敏来包庇他。夏竦对仁宗说，要御史与宦官同于禁中审问，不可滋蔓，令反侧者不安。丁度认为事关社稷，应该在朝廷审问调查。宋仁宗听从夏竦之言，顶度解政事，罢为紫宸殿学士兼侍读学士。吴奎上疏说皇城司官六人，其五人已受责，只有杨怀敏尚留。张昪上书斥张贵妃为一妇人，说杨怀敏得志，将不减唐朝刘季述。杨怀敏为副都知，何郯又与张昪、鱼周询弹劾。仁宗对他们说，杨怀敏其实首先发觉事变，应该有所宽免。